# 谷口泰富
谷口 泰富（たにぐち やすとみ）は、日本の心理学者、博士。駒澤大学名誉教授。

## 来歴
宮崎大学 教育学部卒業。駒澤大学大学院人文科学研究科心理学専攻修了。同博士課程単位取得満期退学。
1979年駒澤大学文学部社会学科に助手として着任。のち心理学科教授に就任。
1996年、博士号（心理学、駒澤大学）を取得。2001年より心理学科主任、2003年に大学院専攻主任、文学部長を歴任。
2019年3月末、定年退職。名誉教授。

## 著書
- 谷口泰富, 藤田主一, 桐生正幸『クローズアップ犯罪』福村出版〈現代社会と応用心理学 7〉、2013年。ISBN 9784571255076。 NCID BB1323561X。
- 大坊郁夫, 谷口泰富『クローズアップ恋愛』福村出版〈現代社会と応用心理学 2〉、2013年。ISBN 9784571255021。 NCID BB1357881X。
- 鈴木常元, 谷口泰富, 有光興記, 茨木博子, 小野浩一, 茅原正, 永田陽子, 間島英俊, 八巻秀『心理学』新曜社、2014年。ISBN 9784788513815。 NCID BB15433261。

### 論文
- 谷口泰富「坐禅における守意と捨意に関する研究」『駒沢社会学研究 : 文学部社会学科研究報告』第10号、駒澤大学文学部社会学科研究室、1978年3月、49頁、NAID 120006613225。
- 谷口泰富「瞑想に関する心理学的研究(1)」『駒沢社会学研究 : 文学部社会学科研究報告』第16号、駒澤大学文学部社会学科研究室、1984年3月、100頁、NAID 120006613260。
- 谷口泰富（他）「瞑想に関する心理学的研究(2)」『駒沢社会学研究 : 文学部社会学科研究報告』第17号、駒澤大学文学部社会学科研究室、1985年3月、90頁、NAID 120006613268。
- 谷口泰富「ビジランス・パフォーマンスとＢＧＭ」『駒沢社会学研究 : 文学部社会学科研究報告』第20号、駒澤大学文学部社会学科研究室、1988年3月、63頁、NAID 120006613288。
- 谷口泰富, 中丸茂, 東海林義信, 迎隆「心的作業におけるPerformanceの変動と生理学的指標との対応」『駒澤社会学研究』第21号、駒澤大学文学部社会学科研究室、1989年3月、23-34頁、ISSN 0389-9918、NAID 110007001969。
- 谷口泰富「禅瞑想の生理心理学的検討」『心理学評論』第35巻第1号、心理学評論刊行会、1992年、71-93頁、doi:10.24602/sjpr.35.1_71、ISSN 0386-1058、NAID 110000240428。
- 小野洋平, 谷口泰富「虚偽検出に関する基礎的研究眼球運動の非侵襲的測定(1)」『日本心理学会大会発表論文集』第72巻、日本心理学会、2008年、2PM043-2PM043、doi:10.4992/pacjpa.72.0_2PM043、NAID 130007494033。
- 谷口泰富, 小野洋平, 石岡綾香, 軽部幸浩「虚偽検出に関する基礎的研究」『駒澤大学心理学論集』第13号、駒澤大学文学部心理学研究室、2011年3月、1-9頁、NAID 120006617443。
- 石岡綾香, 小野洋平, 軽部幸浩, 谷口泰富「虚偽検出実験における刺激予期の影響」『日本心理学会大会発表論文集』第81巻、日本心理学会、2017年、1D-039-1D-039、doi:10.4992/pacjpa.81.0_1D-039、NAID 130007820451。